# Vestrobotnia
Vestrobotnia (en sueco: Västerbotten) es una de las 25 provincias históricas de Suecia (en sueco: landskap) situada en el noreste del país, en la región de Norrland, que limita al oeste con la Laponia sueca, al norte con Norbotnia y al sur con Angermania. Su nombre significa «Botnia occidental».
En la actual organización territorial de Suecia no es una entidad administrativa, solo lo es cultural e histórica, que está totalmente incluida en la actual provincia de Vestrobotnia, más amplia por contener también parte de la provincia histórica de la Laponia sueca.

## Historia

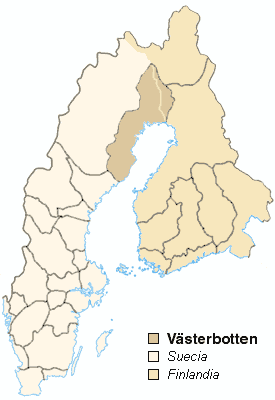
Antigua extensión de Vestrobotnia.

Tradicionalmente Västerbotten ocupaba un territorio más amplio, siendo toda la zona oriental de Norrland. Hasta el final de la Guerra Finlandesa en 1809 incluía una parte una pequeña parte de la actual Finlandia que por el Tratado de Fredrikshamn fue anexionada por Rusia. Actualmente esa región forma parte de la Laponia finlandesa. 
La provincia histórica de Vestrobotnia se dividió en dos partes en 1810, la parte septentrional se constituyó como la provincia de Norbotnia quedando Vestrobotnia reducida a su antigua región meridional.

## Ciudades
Las principales ciudades de la provincia con la fecha en las que adquirieron su estatus son:
- Umeå (1622)
- Skellefteå (1845)